# Paullinia austin-smithii
Paullinia austin-smithii är en kinesträdsväxtart som beskrevs av Standley. Paullinia austin-smithii ingår i släktet Paullinia och familjen kinesträdsväxter. Inga underarter finns listade i Catalogue of Life.